# Lagerverkauf
Lagerverkauf ist der Vertrieb von Handelswaren, wobei ein Lager als Verkaufsort fungiert. Gegensatz ist der Handelsverkauf, bei dem die Waren mit Hilfe einer Handelskette im Einzelhandel vertrieben werden.

## Allgemeines
Als Vertriebsformen gibt es außerdem insbesondere Automatenverkauf, Haustürverkauf, Streckengeschäft oder Versendungskauf. Ein Lagerverkauf findet statt, wenn keine Verkaufsflächen wie bei Geschäftsräumen oder Läden vorhanden sind oder für den Lagerverkauf nicht genutzt werden sollen. Ein Lagerverkauf setzt voraus, dass es sich um einen größeren Lagerbestand handelt, der ständig oder zumindest auf längere Zeit vorgehalten wird und sich in räumlicher Trennung zum Ladengeschäft befindet, sofern ein solches Ladengeschäft zusätzlich zum Lager besteht. Existiert hingegen neben dem Lager kein weiteres Ladengeschäft, dürfte die Bezeichnung Lagerverkauf nicht als irreführend einzustufen sein.

## Arten
Im Regelfall besitzen die Hersteller und der Großhandel keine eigenen Verkaufsflächen. Deshalb gibt es hier den Direktvertrieb, Fabrikverkauf oder Outlets als typischen Lagerverkauf, ohne dass die sonst üblichen Handelsstufen eingeschaltet sind. Dadurch sinkt das Transport- und möglicherweise auch das Lagerrisiko. 

## Rechtsfragen
Der Bundesgerichtshof (BGH) versteht die Bezeichnungen „Factory Outlet“ und „Outlet“ im Sinne eines Fabrikverkaufs und geht davon aus, dass die dort aus der Produktion des Anbieters stammenden Waren unter Ausschaltung des Groß- und Zwischenhandels besonders preiswert angeboten werden. Die Werbung mit diesen Bezeichnungen ist demnach nicht irreführend im Sinne des § 5 Abs. 1 Nr. 1 und 2 UWG.
Die Incoterms sehen für Handelsgeschäfte beim Lagerverkauf die Klausel „ab Lager“/„ab Werk“ (englisch ex works) vor. Dabei trägt der Käufer alle nach der Abholung anfallenden Kosten. 

## Wirtschaftliche Aspekte
Beim Lagerverkauf ist zu erwarten, dass die Marktpreise niedriger sind als im Einzelhandel, weil die Handelsspannen der sonst zwischengeschalteten Handelsstufen und Transportkosten (und auch die Transportversicherung) der Lieferketten entfallen. Im Regelfall muss der Kunde die Waren am Lagerort selbst abholen, eine Beratung und Lieferung wie im Fachhandel ist meist nicht vorgesehen. So genannte Lagerräumungsverkäufe sind keine Lagerverkäufe, sondern gehören zum Saisonschlussverkauf des Einzelhandels. 